# Patty Griffin
Pour les articles homonymes, voir Griffin.
Patty Griffin, née le 16 mars 1964 à Old Town dans le Maine, est une auteur-compositeur-interprète américaine de folk-rock, folk, américana et country alternative.

## Biographie
Patty Griffin est la plus jeune de sept enfants. Sa mère, d'origine franco-canadienne, a toujours inondé la maison familiale de ses chants.

## Carrière professionnelle
Au début des années 1980, elle travaille comme serveuse à Boston, avant de se lancer comme musicienne à plein temps.
En 2010, son album Downtown Church remporte le Grammy award du meilleur album traditionnel de gospel.
La même année, elle rejoint la formation Band of Joy du musicien britannique Robert Plant, membre de Led Zeppelin. Le duo s'installe un temps au Texas.
En 2013, la musicienne dédie le projet musical American Kid, à son père, Lawrence Joseph Griffin, décédé en 2009.

## Discographie
- 1996 : Living with Ghosts
- 1998 : Flaming Red
- 2002 : 1000 Kisses
- 2004 : Impossible Dream
- 2007 : Children Running Through
- 2010 : Downtown Church
- 2013 : American Kid
- 2013 : Silver Bell
- 2015 : Servant of Love
- 2019 : Patty Griffin
- 2022 : Tape